# Agente caotrópico
Un agente caotrópico es una sustancia que desorganiza la red tridimensional del agua influyendo en la organización de sus moléculas a través de sus enlaces de hidrógeno, y en la interacción de estas con otros solutos como macromoléculas tales como proteínas, ADN o ARN, tendiendo a desnaturalizarlas o disolverlas. Lo realizan actuando sobre las interacciones intermoleculares no covalentes, que tendrían un papel estabilizador en la molécula; algunos ejemplos de estas interacciones son los enlaces de hidrógeno, las fuerzas de van der Waals y las interacciones hidrofóbicas. Algunos ejemplos son la urea, la tiourea o el cloruro de guanidinio.
Muchas sales inorgánicas y orgánicas presentan capacidad caotrópica en medio acuoso favoreciendo la solubilidad de biopolímeros tales como las proteínas (sedas, seda de araña, etc). Su capacidad de solubilizar las proteínas fue estudiada por Franz Hofmeister, dando lugar a la clasificación de las sales según las denominadas series de Hofmeister.